# سبط طويل الأشواك
السبط طويل الأشواك نوع نباتي ينتمي إلى جنس السبط من الفصيلة النجيلية.

## الموئل والانتشار
موطنه الأصلي أمريكا الشمالية.